# Třída Intrépida
Třída Intrépida je třída raketových člunů argentinského námořnictva. V 70. letech je postavila německá loděnice Lürssen na základě své typové řady TNC 45 (číslo značí délku trupu v metrech). Třída se skládá ze dvou jednotek. Obě jsou stále v aktivní službě.

## Stavba
Oba čluny postavila v Západním Německu loděnice Lürssen. Do služby byly, ARA Intrépida (P85) a ARA Indomita (P86), zařazeny v roce 1974.

## Konstrukce
Po dokončení čluny nesly jeden dvouúčelový 76mm kanón OTO Melara Compact v dělové věži na přídi a dva 40mm kanóny Bofors v jednodělových věžích na zádi. Po stranách můstku byly dva 81mm minomety a výzbroj doplňovaly také dva jednohlavňové 533mm torpédomety. V letech 1995–1996 byly oba čluny modernizovány – jeden ze 40mm kanónů například nahradily dvě francouzské protilodní střely MM38 Exocet. Pohonný systém tvoří čtyři diesely MTU MD16V, roztáčející čtyři lodní šrouby.
 Nejvyšší rychlost dosahuje 37,8 uzlu.